# Toponica (Malo Crniće)
Toponica (em cirílico:Топоница) é uma vila da Sérvia localizada no município de Malo Crniće, pertencente ao distrito de Braničevo, na região de Stig. A sua população era de 969 habitantes segundo o censo de 2002.

## Demografia
| 1948  | 1953  | 1961  | 1971  | 1981  | 1991  | 2002 |
| ----- | ----- | ----- | ----- | ----- | ----- | ---- |
| 1 938 | 2 005 | 1 946 | 1 741 | 1 614 | 1 374 | 969  |